# Чандон (станция метро)
«Чандон» (кор. 창동역) — пересадочная станция Сеульского метро на Четвёртой линии и Первой линии (линия Кёнъвон), представленная эстакадными станциями на обеих линиях. Она представлена 4 платформамиː двумя боковыми на обеих линиях. Станция обслуживается транспортной корпорацией Сеул Метро. Расположена в квартале Чан-дон района Тобонгу города Сеул (Республика Корея). На станции установлены платформенные раздвижные двери.
Пассажиропоток — на 4 линии 65 938 чел/день (на январь-декабрь 2012 года).
Станция на 4 линии была открыта 20 апреля 1985 года, на линии Кёнъвон  — октябрь 1911 года.
Открытие станции 412 было совмещено с открытием первой очереди Четвёртой линии — участка Санъге—Университет Хансон длиной 11,8 км и еще 9 станцийː Санъге (410), Новон, Танъгмун, Сую, Миа, Миасагори, Кирым, Женский университет Сонсин и Университет Хансон (419).